# Tóc thiên thần

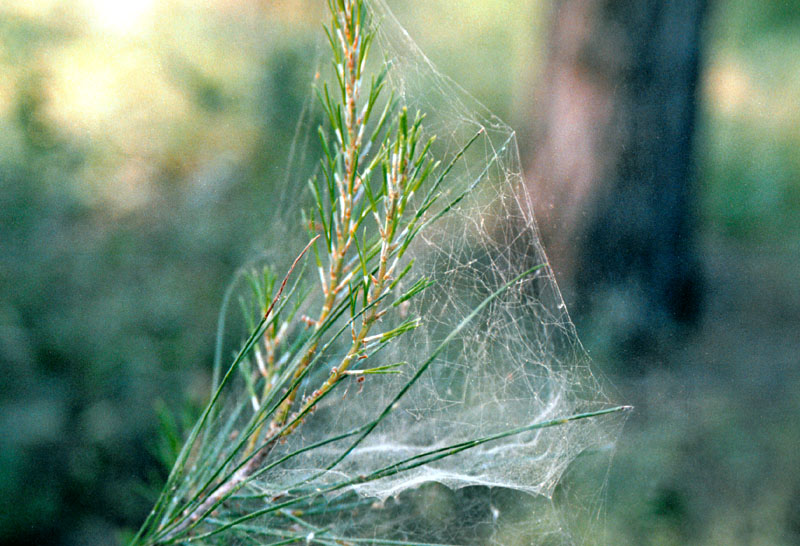
Mạng nhện, một trong những nguyên nhân tiềm ẩn của hiện tượng tóc Thiên thần.

Tóc thiên thần (tiếng Anh: Angel hair) hoặc bông silic (siliceous cotton) là một chất dạng sợi, dính được báo cáo có liên quan đến các vụ chứng kiến UFO, hoặc hiện tượng Đức Mẹ hiển linh. Nó được mô tả giống như mạng nhện hoặc một viên thạch.
Nó được đặt tên vì tương tự như lông mịn hoặc mạng nhện, và trong một số trường hợp, chất này được tìm thấy là các sợi mạng của nhện di cư. Các báo cáo về tóc thiên thần nói rằng nó phân hủy hoặc bay hơi trong một thời gian ngắn sau khi hình thành.  Tóc thiên thần là một khía cạnh quan trọng của tôn giáo UFO Raël, và một giả thuyết trong số các nhà nghiên cứu UFO cho rằng nó được tạo ra từ "không khí bị ion hóa thoát ra từ trường điện từ" bao quanh UFO.

## Chứng kiến
Đã có rất nhiều báo cáo về việc rơi tóc thiên thần trên khắp thế giới. Tóc thiên thần được báo cáo trong hiện tượng thiên thể năm 1561 trên Nuremberg và cả Đức Mẹ Fátima hiển linh vào ngày 13 tháng 9 và ngày 13 tháng 10 năm 1917.
Tỷ lệ được báo cáo rộng nhất xảy ra ở Oloron, Pháp vào năm 1952, khi "những cục bông tuyết lớn" theo như báo cáo cho biết là rơi từ một bầu trời gần như không có mây. Ngày 27 tháng 10 năm 1954, Gennaro Lucetti và Pietro Lastrucci cho biết đang đứng trên ban công của một khách sạn ở Quảng trường St. Mark ở Venezia và nhìn thấy hai "trục quay sáng chói" bay ngang qua bầu trời để lại dấu vết của tóc thiên thần.
Tại New Zealand và Úc, các tờ báo địa phương đã đưa tin về nhiều trường hợp chứng kiến kể từ thập niên 1950, mặc dù nhiều vụ được xác minh là mạng nhện sau khi phân tích. Một sự cố như vậy được trình báo tại Polonnaruwa, Sri Lanka vào ngày 20 tháng 10 năm 2014.

## Giải thích
Các giải thích dựa trên các hiện tượng đã biết bao gồm:
- Một số loại nhện được biết là di cư trong không khí, đôi khi với số lượng lớn, trên những mạng nhện lướt nhẹ.[2] Nhiều trường hợp tóc thiên thần được tìm thấy là những sợi tơ nhện này và trong một lần tình cờ, người ta đã tìm thấy những con nhện nhỏ trên vật liệu.[8][12] Loài nhện Linyphiidae thường xuyên gây ra các trận mưa tơ nhện ở Anh và Bắc bán cầu.[14] Úc và New Zealand có các trường hợp thường xuyên, do một số loài nhện bản địa và một số loài thuộc họ Linyphiidae du nhập.[14]
- Tại thành phố Évora của Bồ Đào Nha vào ngày 2 tháng 11 năm 1959, một chất theo như mô tả là tóc thiên thần đã được một vị giám đốc trường học địa phương thu thập và phân tích dưới kính hiển vi và sau đó là các kỹ thuật viên lực lượng vũ trang và các nhà khoa học của Đại học Lisbon. Giới khoa học kết luận rằng tóc thiên thần được tạo ra bởi một loài côn trùng nhỏ hoặc một số loại sinh vật đơn bào.[15]
- Điện khí quyển có thể làm cho các hạt bụi trôi nổi trở nên phân cực, và lực hút giữa các hạt bụi phân cực này có thể khiến chúng liên kết với nhau, tạo thành các sợi tơ dài.[16]
- Trong hai lần, các mẫu được gửi đi thử nghiệm. Ngày 13 tháng 10 năm 1917, một mẫu tìm thấy tại Cova da Iria được gửi đến Lisbon vào ngày 17 tháng 10 năm 1957, một mẫu khác được tìm thấy tại Cova da Iria đều được kiểm tra. Phân tích cho thấy đây là chất tự nhiên, bao gồm các cục bông tuyết trắng. Khi đặt dưới kính hiển vi, người ta phát hiện ra đây là một loại sản phẩm thực vật không phải động vật.[11]

Những lời giải thích phi khoa học dựa trên niềm tin về UFO bao gồm:
- Không khí bị ion hóa có thể thoát ra khỏi trường điện từ bao quanh UFO.[9]
- Năng lượng dư thừa chuyển hóa thành vật chất.[3]
- Việc UFO sử dụng trường G sẽ khiến các nguyên tử nặng trong không khí bình thường phản ứng với nhau và tạo ra một loại kết tủa rơi xuống đất và biến mất khi sự ion hóa giảm.[17]

## Cỏ thiên thần
"Cỏ thiên thần" là một hiện tượng có liên quan. Đó là khi những sợi kim loại ngắn từ trên trời rơi xuống, thường tạo thành những khối lỏng lẻo đan xen nhau. Chúng là một loại mảnh kim loại nhiễu xạ, một biện pháp phản xạ radar có thể ở dạng sợi mảnh, được thả bởi một số máy bay quân sự. Nó cũng có thể đến từ tên lửa và khinh khí cầu, có thể phóng nó ở độ cao lớn để theo dõi radar.

## Văn chương
- William R. Corliss: Tornados, Dark Days, Anomalous Precipitation, and related weather phenomena (The Sourcebook Project, 1983), pages 60 to 62, GWF8: Prodigious Falls of Web-Like Material.